# Billy Bathgate
Billy Bathgate (v anglickém originále Billy Bathgate) je americký kriminální film z roku 1991. Režisérem filmu je Robert Benton. Hlavní role ve filmu ztvárnili Dustin Hoffman, Nicole Kidman, Loren Dean, Bruce Willis a Steven Hill.

## Ocenění
Nicole Kidman byla za svou roli v tomto filmu nominována na Zlatý glóbus.

## Obsazení
| Dustin Hoffman | Arthur Flegenheimer |
| Nicole Kidman  | Drew Preston        |
| Loren Dean     | Billy Bathgate      |
| Bruce Willis   | Bo Weinberg         |
| Steven Hill    | Otto Berman         |
| Stanley Tucci  | Lucky Luciano       |
| Mike Starr     | Julie Martin        |
| Steve Buscemi  | Irving              |